# 斯普林代爾鎮區 (堪薩斯州索姆奈縣)
斯普林代爾鎮區（英語：Springdale Township）為美國堪薩斯州索姆奈縣轄下的鎮區。2010年美国人口普查中此鎮區人口有753人。

## 地理
斯普林代爾鎮區涵蓋總面積為92.7平方（35.80平方英里），其中陸地面積為92.7平方（35.80平方英里），水域面積為0平方（0.00平方英里）或0.00%。

## 人口統計
根據2010年美國人口普查，斯普林代爾鎮區人口有753人，其中男性有378人，女性有375人，人口密度為每平方公里8.12人，住房計257戶。鎮區內的白人有729人，非裔美國人有3人，美洲原住民有4人，亞裔美國人有1人，太平洋島裔美國人有0人，其他種族有0人，混血種族則有16人。此外鎮區內有9人為西班牙裔或拉丁裔美國人。此鎮區之年齡中位數為38.0歲，而男性年齡中位數為34.0歲，女性年齡中位數為41.9歲。

## 交通

### 主要公路
- 49號堪薩斯州州道